# LS3D engine
LS3D spilmotoren var udviklet af Illusion Softworks og benyttet til spillene Mafia, Hidden & Dangerous 2 og Chameleon.
Det første spil der udnyttede LS3D motoren var Mafia, udgivet i 2002, efterfulgt af Hidden & Dangerous 2 i 2003.

## Spil
- Mafia (2002)
- Hidden & Dangerous 2 (2003)
- Wings of War (2004)
- Chameleon (2005)

## Eksterne links
- Informationer om motoren – IGN

| Software | Spire Denne artikel om software og programmering er en spire som bør udbygges. Du er velkommen til at hjælpe Wikipedia ved at udvide den. |